# هلن شیفانو
هلن شیفانو (انگلیسی: Helen Schifano; ۱۳ آوریل ۱۹۲۲ – ۹ نوامبر ۲۰۰۷) ژیمناست هنری اهل ایالات متحده آمریکا بود.